# Kopjowo (Chakassien, Siedlung)
Kopjowo (russisch Копьёво) ist eine Siedlung städtischen Typs in der Republik Chakassien (Russland) mit 4401 Einwohnern (Stand 14. Oktober 2010).

## Geografie
Die Siedlung liegt etwa 175 km Luftlinie nordwestlich der Republikhauptstadt Abakan am linken Ufer des Tschulym, wenige Kilometer unterhalb von dessen Entstehung aus den Flüssen Weißer Ijus (Bely Ijus) und Schwarzer Ijus (Tschorny Ijus).
Kopjowo ist Verwaltungszentrum des Rajons Ordschonikidsewskoje. Fünf Kilometer nördlich der Siedlung befindet sich das gleichnamige Dorf Kopjowo.

## Geschichte
Die Geschichte der Siedlung beginnt mit dem Bau der Eisenbahnstrecke Atschinsk – Abakan 1914, an der einige Kilometer südlich des alten Dorfes Kopjowo eine Station entstehen sollte. Infolge des Weltkriegs und des Bürgerkriegs verzögerte sich die Fertigstellung und Inbetriebnahme der Strecke insgesamt bis 1925. Das Datum der Inbetriebnahme des Streckenabschnitts ab Uschur, der 20. September 1923, gilt auch als Gründungsdatum der Stationssiedlung Kopjowo.
Mit der Errichtung eines Forstwirtschaftsbetriebes 1930 begann ein rasches Bevölkerungswachstum, das bis in die 1950er-Jahre anhielt. 1959 erhielt er den Status einer Siedlung städtischen Typs und wurde Verwaltungssitz des Rajons (das sich zuvor in der damaligen Siedlung städtischen Typs Ordschonikidsewski, heute Dorf Ordschonikidsewskoje, befand), wobei der Rajonname beibehalten wurde.

### Bevölkerungsentwicklung
| Jahr | Einwohner |
| ---- | --------- |
| 1926 | 109       |
| 1959 | 5048      |
| 1970 | 5199      |
| 1979 | 5156      |
| 1989 | 5772      |
| 2002 | 4935      |
| 2010 | 4567      |

Anmerkung: Volkszählungsdaten

## Wirtschaft und Infrastruktur
In Kopjowo gibt es Betriebe des Eisenbahnverkehrs und der Forstwirtschaft. Dort befindet sich ein Bahnhof an der Eisenbahnstrecke Atschinsk – Abakan.
Eine Straße nach Kopjowo zweigt einige Kilometer nördlich der Siedlung von der Regionalstraße ab, die aus der benachbarten Region Krasnojarsk kommend der Bahnstrecke folgt, den Tschulym überquert und an der gegenüberliegenden Flussseite an Kopjowo vorbei weiter bis ins Verwaltungszentrum des Nachbarrajons Schira führt. Die nach Kopjowo abzweigende Straße verläuft weiter in den Westteil des Rajons im Gebirge Kusnezker Alatau mit den Orten Sarala und Ordschonikidsewskoje sowie dem (früheren) Goldbergbauzentrum Priiskowoje.